# إكسي
تشو سو-جونغ (من مواليد 6 نوفمبر 1995)، والمعروفة باسمها المسرحي اكسي، مغنية وكاتبة أغاني ومغنية راب.  ظهرت لأول مرة كعضوة وقائدة في فرقة الفتيات الكوريات الجنوبيات كوزميك غيرلز تحت وكالة ستارشيب إنترتينمنت في عام 2016.

## النشأة
ولدت اكسي في 6 نوفمبر 1995، في منطقة جيومجيونج، بوسان، كوريا الجنوبية، حضرت اكسي جامعة دونغدوك النسائية.

## المسار المهني

### قبل الترسيم
كانت اكسي متدربة سابقة تحت ميديا لاين انترتينمنت، وكانت جزءًا من فرقة الفتيات فيفا جيرلز.

### 2015: بداية المهنة و Unpretty Rapstar 2
شاركت اكسي في برنامج الراب الواقعي مغنيات الراب الغير جميلات (الموسم 2) في عام 2015. تعاونت اكسي مع كروسيال ستار على الأغنية "쓸어 버려"، التي تم إصدارها في 1 سبتمبر 2015. ثم أطلقت أول أغنية فردية لها "Gettin 'Em" في 10 نوفمبر 2015.

### 2016 إلى الوقت الحاضر: الظهور لأول مرة معكوميك جيرلزوالأنشطة المنفردة
تم الكشف عن أن اكسي كعضوة في كوميك جيرلز في 24 ديسمبر 2015. ظهرت كوميك جيرلز لأول مرة في 25 فبراير 2016 مع إصدار أسطوانة مطولة Would You Like?، بما في ذلك الاغاني الرئيسية "Mo Mo Mo" و "Catch Me".، في أبريل 2017، أُعلن أن اكسي ستتعاون مع مغنية الراب يونا كيم في أغنية "Love Therapy" تم إصدار الأغنية في 4 مايو 2017، مع فيديو موسيقي.

## فيلموغرافيا

### مسلسلات تلفزيونية
| عام  | عنوان العمل     | الدور      | قناة البث   | ملاحطة   | مراجع. |
| ---- | --------------- | ---------- | ----------- | -------- | ------ |
| 2021 | آيدول: الانقلاب | ايي        | جي تي بي سي | دور داعم | [ 13 ] |
| 2025 | تأمين الطلاق    | جو آه يونغ | تي في ان    |          | [ 14 ] |

### مسلسلات ويب
| عام  | عنوان     | الدور        | الشبكة                          | Ref.          |
| ---- | --------- | ------------ | ------------------------------- | ------------- |
| 2015 | المُتملق   | سيرام        | كاكاو تي في                     | [ 15 ]        |
| 2025 | مطعم هيو ‏ | بونغ أون سيل | واف-في و نتفليكس (في كوريا فقط) | [ 16 ] [ 17 ] |

## روابط خارجية
- إكسي على موقع IMDb (الإنجليزية)
- إكسي على موقع ميوزك برينز (الإنجليزية)
- إكسي على موقع ديسكوغز (الإنجليزية)
- إكسي على موقع قاعدة بيانات الفيلم (الإنجليزية)